# Maḩmūdābād (ort i Kermanshah)
Maḩmūdābād (persiska: محمود آباد, Maḩmūdābād-e Kāshāntū) är en ort i Iran.   Den ligger i provinsen Kermanshah, i den nordvästra delen av landet, 400 km väster om huvudstaden Teheran. Maḩmūdābād ligger 1 284 meter över havet och antalet invånare är 254.
Terrängen runt Maḩmūdābād är varierad. Runt Maḩmūdābād är det ganska tätbefolkat, med 185 invånare per kvadratkilometer. Närmaste större samhälle är Bīsotūn, 4,7 km söder om Maḩmūdābād. Trakten runt Maḩmūdābād består till största delen av jordbruksmark.